# سيباستيان فاوري
سيباستيان فاوري (بالفرنسية: Sébastien Faure)‏ (3 يناير 1991 في ليون) لاعب كرة قدم فرنسي يلعب حاليا في نادي الدرجة الأولى ليون الفرنسي في مركز قلب الدفاع .

## المسيرة الرياضية مع الأندية
بدأ فاوري مشاركاته مع الفريق الأول اعتبارا من بداية موسم 2008/2009 عندما تم ترقيته من فريق الشباب ومنحه القميص رقم 36 . انضم إلى جولة فريق ليون الإعدادية وشارك في 3 مباريات من أصل 5 مباريات منها واحدة ضمن التشكيلة الأساسية أمام فريق رابيد بوخارست الروماني بينما ظهر كلاعب بديل أمام فريقي موناكو ونيم . شارك في أول مباراة رسمية في 11 نوفمبر 2008 أمام فريق ميتز من بطولة كأس الدوري الفرنسي في مركز قلب الدفاع بجانب البرازيلي كريس . لسوء الحظ فإن فريق ليون تلقى هزيمة مفاجأة بنتيجة 1-3 حيث شارك فاوري طوال الدقائق التسعين وحصل على البطاقة الصفراء . لم يشارك لحد الآن لأي مباراة في بطولة دوري الدرجة الأولى .

## المسيرة الرياضية مع المنتخبات
كان فاوري ضمن تشكيلة منتخب فرنسا للناشئين تحت 17 سنة الذي احتل المركز الثاني في نهائيات بطولة كأس الأمم الأوروبية للناشئين تحت 17 سنة التي أقيمت في تركيا سنة 2008 . وحاليا فهو منضم لصفوف منتخب فرنسا للناشئين تحت 18 سنة .

## روابط خارجية
- سيباستيان فاوري على موقع قاعدة بيانات كرة القدم.إي يو (الإنجليزية)
- سيباستيان فاوري على موقع Soccerbase.com (لاعب) (الإنجليزية)
- سيباستيان فاوري على موقع Soccerway.com (الإنجليزية)